# Ahotsa.info
Ahotsa.info es un medio de comunicación digital de Navarra, España fundado en 2014 y financiado mediante micromecenazgo. Tras el cierre de Apurtu.org y Ateak Ireki ordenado por la Audiencia Nacional y el posterior archivo de la causa, un grupo de personas puso en marcha el proyecto de Ahotsa.info para darles continuidad.

## Dificultades de cobertura
Ahotsa.info se ha encontrado regularmente con dificultades para realizar coberturas de protestas en Navarra. En marzo de 2014, la Policía Nacional agredió a un cámara de Ahotsa.info durante la cobertura de protestas estudiantiles contra la LOMCE. En 2015, tras publicar dos fotografías de agentes Policía Nacional durante los Sanfermines, la delegada del Gobierno, Carmen Alba Orduna, envió una carta a Ahotsa.info advirtiendo de que se les aplicaría la nueva Ley de Seguridad Ciudadana si volvían a publicar fotos de agentes de policía. En junio de 2016, un cámara que cubría una manifestación en la sede del PSN contra la corrupción fue multado con 540 euros acusado de «promotor y responsable de la manifestación».
El 13 de julio de 2018, la Policía Nacional citó a una miembro de Ahotsa.info por un delito de enaltecimiento del terrorismo. Tras negarse a declarar, quedó en libertad. La Fiscalía investigaba al medio de comunicación por dos noticias sobre el colectivo de presos Euskal Preso Politikoen Kolektiboa (EPPK) en las que denominaba a sus miembros «presos políticos vascos.»  En abril de 2019 la miembro de Ahotsa.info declaró ante la Audiencia Nacional por videoconferencia y quedó en libertad sin cargos.